# Andreu Bosch i Pujol
Andreu Bosch i Pujol (Barcelona, 22 de febrer de 1931 - Mollet del Vallès, 17 de desembre de 2004) fou un futbolista català dels anys 1950. Va ser internacional amb la selecció catalana i amb la selecció espanyola.

## Trajectòria
Nascut al barri de Poble Nou de Barcelona, fill del també futbolista Andreu Bosch i Girona, un dels jugadors blau i grana que guanyà la primera lliga espanyola del club, debutà al primer equip del FC Barcelona la temporada 1951-52, procedent del filial del Barça, l'Espanya Industrial. Entre 1951 i 1958 participà en 221 partits i marcà 22 gols. Debutà el 30 de desembre de 1951 en una victòria enfront l'Espanyol per 2 a 0. A la lliga jugà 147 partits i marcà 17 gols. Guanyà dues lligues, tres copes, una Copa Llatina, una Copa de Fires i dues copes Eva Duarte com a brillant palmarès.
Un cop deixà el Barça s'incorporà al Reial Betis on jugà durant set temporades, acabà la seva trajectòria a l'Elx CF i a la UE Sants.
Fou sis cops internacional amb la selecció espanyola i quatre amb la selecció catalana.

## Palmarès
FC Barcelona
- Lliga espanyola: 1951-52, 1952-53
- Copa espanyola: 1951-52, 1952-53, 1956-57
- Copa de les Ciutats en Fires: 1955-58
- Copa Llatina: 1952
- Copa Eva Duarte: 1952, 1953
- Copa Martini Rossi: 1952, 1953
- Copa Duward: 1952, 1956
- Trofeu Martini Rossi: 1952, 1953, 1954
- Petita Copa del Món: 1957
- Trofeo de la Vendimia: 1953